# Chokotto Love
 (mars 2012).
Si vous disposez d'ouvrages ou d'articles de référence ou si vous connaissez des sites web de qualité traitant du thème abordé ici, merci de compléter l'article en donnant les références utiles à sa vérifiabilité et en les liant à la section « Notes et références ».
Singles de Petit Moni
Seishun Jidai 1.2.3! / Baisekō Daiseikō!
(2000)
Singles par Morning Musume
Love Machine
(1999) Koi no Dance Site
(2000)
 Chokotto Love  (ちょこっとLOVE) est le premier single du groupe féminin de J-pop Petit Moni, sous-groupe de Morning Musume, sorti en 1999.

## Présentation
Il sort le 25 novembre 1999 au Japon sous le label zetima, écrit et produit par Tsunku. Il atteint la 1re place du classement de l'Oricon, et reste classé pendant 21 semaines, pour un total de 1 123 610 exemplaires vendus, dans la foulée du succès du précédent single de Morning Musume : Love Machine.  
Le clip vidéo de la chanson-titre sortira plus tard au format VHS le 14 mars 2001, sous le titre : The video - Chokotto Love (ザ・ビデオ　ちょこっとLOVE).
La chanson-titre figurera sur les compilations Petit Best ~Ki Ao Aka~ de 2000, Zenbu! Petit Moni de 2002 (de même que sa "face B" Dream & Kiss), puis Tanpopo / Petit Moni Mega Best de 2008. Elle sera reprise en anglais par le groupe suédois Smile.dk en 2000 sous le titre Petit Love, version utilisée dans le jeu vidéo Dance Dance Revolution Solo 2000. Elle sera ré-enregistrée en 2001 par le groupe avec Hitomi Yoshizawa qui a remplacé Sayaka Ichii, pour figurer sur la compilation Together! -Tanpopo, Petit, Mini, Yūko-. Elle sera à nouveau ré-enregistrée par le groupe fin 2002 avec les deux nouveaux membres Makoto Ogawa et Ayaka qui remplacent Kei Yasuda et Maki Goto, pour figurer sur la compilation Petit Best 3. Elle sera également reprise en 2010 par le groupe S/mileage en "face B" de son single Onaji Jikyū de Hataraku Tomodachi no Bijin Mama.

## Membres
- Sayaka Ichii
- Kei Yasuda
- Maki Goto

## Liste des titres
Toutes les paroles sont écrites par Tsunku, toute la musique est composée par Tsunku puis arrangée par Ken Matsubara (piste 1) et Takao Konishi (piste 2) : Tsunku en chœurs ; Jun Yamazaki à la guitare ; Hiroshi Yamazaki à la basse ; Futoshi Kobayashi en alto ; Yoshinari Takegami au saxophone baryton ; Masakuni Takeno au saxophone ténor ; Masahiko Kitahara de Tokyo Ska Paradise Orchestra au trombone ; Ken Matsubara au baryton.
| 1. | Chokotto Love (ちょこっとLOVE) | 4:01 |
| 2. | Dream & Kiss (DREAM&KISS)      |      |
| 3. | Chokotto Love (Instrumental)   |      |

| 1. | Chokotto Love (ちょこっとLOVE) |  |